# Siedlung von Meppen-Esterfeld

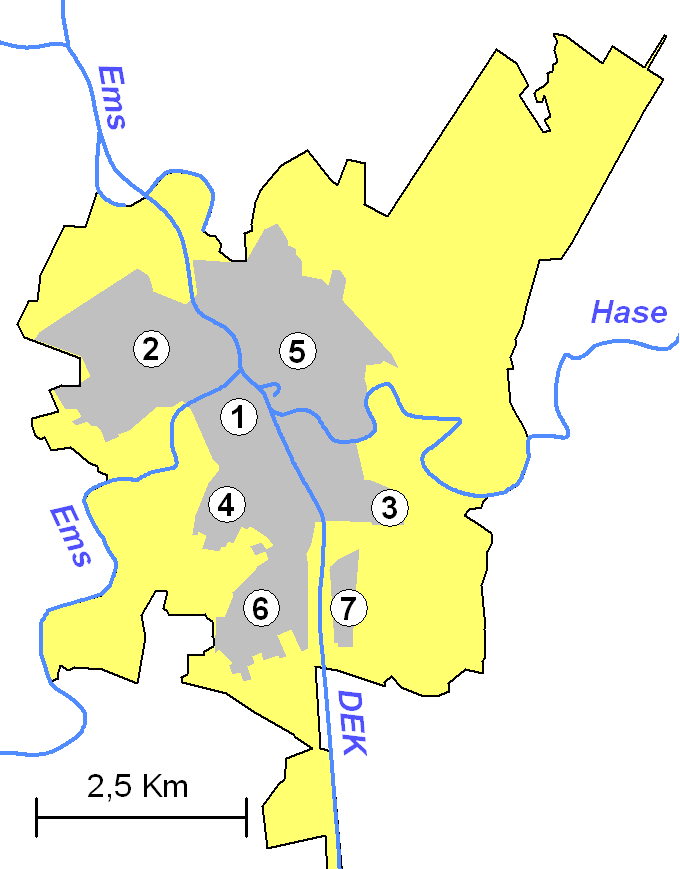
Ortsplan Meppen Nr. 2 ist Meppen-Esterfeld

Die Siedlung von Meppen-Esterfeld im Emsland wurde 1975 unter einer 0,6–1 m starken Sandaufwehung entdeckt, auf einer Fläche von 20.000 m² freigelegt und anhand der Keramik in die mittlere bis späte vorrömische Eisenzeit datiert.
In Meppen-Esterfeld im Emsland in Niedersachsen wurden die Reste dreier Gehöftgruppen, jeweils mit Haupt-, Nebengebäuden und Zäunen gefunden. Die quer aufgeschlossenen, zweischiffigen Firstständerbauten der Hauptgebäude hatten vier Mittelpfosten. Eines war 18 m lang und etwa 7 m breit. Die mit Lehm ausgekleideten Feuerstellen, der Ost-West orientierten Gebäude, lagen im Westen. Die Schwellenverfärbungen im Osten könnten von Viehverschlägen stammen. Die Nebengebäuden waren Speicher von etwa vier mal drei Metern, die auf Pfosten errichtet waren und vermutlich Vorräte und Saatgut enthielten. Zaunsetzungen am Rande sind Reste einer möglicherweise die gesamte Siedlung umgrenzenden Einhegung.